# Беллори, Джованни Пьетро
Джованни, Джан Пьетро Беллори (итал.  Giovanni Pietro Bellori, Gian Pietro Bellori, Giovan Pietro Bellori, 15 января 1613, Рим — 19 февраля 1696, Рим) — итальянский живописец, антиквар,  историограф и  теоретик искусства. Известен главным образом в качестве биографа итальянских художников XVII века. Его книгу биографий художников, изданную в 1672 году, сравнивают с  «Жизнеописаниями» художников эпохи  Возрождения,  написанной Дж. Вазари в 1550 году.

## Биография
Беллори родился в Риме, он был племянником известного антиквара, писателя, коллекционера картин и гравюр Франческо Анджелони, жил и воспитывался в его доме в Риме. Уроки живописи брал, предположительно, у Доменикино. В доме его дяди бывали живописцы Никола Пуссен,  Андреа Сакки, известные ученые и писатели, коллекционер и антиквар  Винченцо Джустиниани, теоретик искусства и меценат Джованни Баттиста Агукки.
В раннем возрасте Дж. П. Беллори стал членом Академии Святого Луки, но не достигнув особых успехов в живописи, почувствовал, что его призвание — писать об искусстве. В 1652 году скончался его дядя Ф. Анджелони, он оставил Беллори значительное состояние, которое избавило его от забот о материальной стороне жизни.
В 1671 году Беллори был назначен секретарем Академии Святого Луки. Он также состоял хранителем собрания древностей Папы римского Климента X. Позднее служил библиотекарем и антикваром при дворе шведской королевы Кристины. Он умер в Риме и был похоронен в церкви Сан-Исидоро.

## Эстетическая теория
В 1664 году  Беллори выступил в Академии с речью, в которой отразил свои представления об искусстве классицизма.  Беллори состоял в переписке с многими французскими художниками. В 1672 году под эгидой недавно основанной  Французской академии в Риме  он опубликовал первую часть книги  «Жизнеописания современных живописцев, скульпторов и архитекторов» (Le vite de’ pittori, scultori et architetti moderni) с посвящением первому министру французского короля Людовика XIV  Ж.-Б. Кольберу.
Во введении к этому труду Беллори изложил своё учение об «идее», которая, в отличие от концепций маньеристов  Дж. П. Ломаццо и Ф. Цуккаро  представляет собой не эманацию божественной воли, а некую умозрительную идеальную норму, следующую лучшим образцам классического искусства: античного и ренессансного. Аналогично тому, как в эпоху  Возрождения литература развивалась под эгидой Цицерона, а эстетика архитектуры и живописи складывалась под влиянием трактатов  Леона Баттисты Альберти  или  писем  Рафаэля к  Бальдассаре Кастильоне, современное искусство призвано к  «избирательной идеализации» на основе равновесия природы и фантазии, которая и составляет желаемую цель художественного творчества.
В своём трактате Беллори попытался доказать превосходство идеализма над  реализмом  и  натурализмом. Он превозносил живопись  Аннибале Карраччи за идеализм и осуждал Караваджо за грубые натуралистические эффекты. Фраза о том, что призванием Караваджо стало «разрушение живописи», надолго преследовала память об этом художнике. 
Особенностью книги Беллори, в отличие от труда Вазари, является её избирательность. Беллори вместо систематического обзора произвольно, полагаясь на собственный вкус и свои идеи, выбрал двенадцать художников, представлявшихся ему «самыми значительными для своего времени». Это архитектор Доменико Фонтана, живописцы Никола Пуссен,  Федерико Бароччи, Караваджо, Питер Пауль Рубенс, Антонис Ван Дейк, братья Аннибале и Агостино Карраччи, Доменикино,  Джованни Ланфранко, скульпторы Франсуа Дюкенуа,  Алессандро Альгарди.
Среди современных художников Беллори особенно ценил работы  Гвидо Рени, Никола Пуссена, с которым он был дружен,  Андреа Сакки, его ученика Карло Маратты, но, прежде всего, Аннибале Карраччи, художника, творчество которого он избрал в качестве примера своей концепции идеальной красоты в искусстве. По мнению Беллори лишь Аннибале Карраччи «вернул живопись на истинный путь, возвратив её к природе и отказавшись от вычурной манеры своих предшественников» .
В основе эстетической концепции Беллори — искусство  Рафаэля и философия Платона. Но учение древнегреческого философа было переработано: если для платоников искусство было не чем иным, как отражением возвышенного мира идей, то для Беллори фундаментальное значение имеет мир Природы. По мнению Беллори, идеи не присутствуют априори в человеческом сознании, а вдохновляются созерцанием Природы. Пытаясь восстановить эстетику эпохи Возрождения, Беллори проповедует идею, которая «возникла из природы, но превосходит своё происхождение и все виды искусства». Это и есть «метод, которого придерживался древнегреческий художник Зевксис, преодолевая любую естественную красоту чтобы соответствовать красоте Елены» .
Далее Беллори приводит известную фразу Рафаэля из письма Б. Кастильоне 1514 года: «Для того, чтобы написать красавицу, мне надо видеть много красавиц… чтобы сделать выбор наилучшей. Но ввиду недостатка как в хороших судьях, так и в красивых женщинах, я пользуюсь некоторой идеей, которая приходит мне на мысль» . В соответствии с этими принципами Беллори дает собственное определение классической красоты, утверждая, что это не что иное, как «то, что делает вещи такими, какие они есть в их собственной и совершенной природе, которую превосходные художники выбирают, созерцая форму каждой». Красота, таким образом, является «совершенным знанием того, что исходит из природы».
Идеи Беллори, как считают исследователи, «пронизывают труды Винкельмана». Через   Шефтсбери  и  Рейнольдса «они широко использовались в английском академическом мире», но именно посредством трудов  Винкельмана они «распространились по всем академиям Европы в период с конца XVIII до начала XIX века» .
В работе над биографиями художников образцом для Беллори, безусловно, был знаменитый труд Дж. Вазари. Беллори, как и Вазари,  считал рисунок фундаментальной основой всех видов искусства: скульптуры,  живописи, архитектуры. 
В области художественной археологии примечательна публикация, которую Беллори сделал вместе с римским гравером  Пьетро Санти Бартоли «Admiranda romanarum antiquitatum ac veteris sculpturae vestigial» (1693). В сотрудничестве с Бартоли он также выпускал сборники репродукционных гравюр с картин итальянских художников и с архитектурных памятников Рима с собственными комментариями. Цель проекта заключалась в том, чтобы опубликовать полное собрание римских картин, известных в то время. Осуществить столь амбициозную идею не удалось, но работу П. С. Бартоли продолжил его сын Франческо, а Беллори сменил ученый комментатор и антиквар Мишель-Анж Шосс (Michel-Ange de la Chausse). Первым из опубликованных томов было описание гробницы Насонов, обнаруженной на Виа Фламиниа (Le pitture antiche delle grotte di Roma e del sepolcro de' Nasonij (1680). После смерти Беллори последовали и другие публикации. «Антикварные публикации» Беллори и Бартоли использовали многие историки искусства, в частности Винкельман и  Бернар де Монфокон . 
Отношения Беллори и Пуссена проанализированы в монографии Ю. К. Золотова «Пуссен» (М.: Искусство, 1988).

## Избранные работы
- 1664: Идея живописца, скульптора и архитектора, избранная от естественных красот, превосходящая природу (L'Idea del pittore, dello scultore e dell'architetto scelta dalle bellezze naturali superiore alla Natura)
- 1672: Жизнеописания современных живописцев, скульпторов и архитекторов (Le vite de' pittori, scultori et architetti moderni)
- 1680: Франческо Бартоли, Мишель-Анж де ла Шосс. Античные росписи гротов Рима и гробницы Насонов (Le pitture antiche delle grotte di Roma e del sepolcro de' Nasonij)
- 1685: Франческо Анджелони. «История Августов» от Юлия Цезаря до Константина Великого. Иллюстрировано подлинными античными медалями, под редакцией Джованни Пьетро Беллори (Francesco Angeloni «La Historia Augusta» Da Giulio Cesare infino a Costantino il Magno. Illustrata Con la verità delle Antiche Medaglie, a cura di Giovanni Pietro Bellori
- 1706: Мишель-Анж де ла Шосс, Пьетро Санти Бартоли, Джованни Пьетро Беллори, Франческо Бартоли. Древние рисунки пещер Рима и гробницы Насонов, Рим (Michel-Ange de La Chausse, Pietro Sante Bartoli, Giovanni Pietro Bellori, Francesco Bartoli. Le Pitture antiche delle grotte di Roma e del sepolcro dei Nasoni, Roma)
- 1738: Мишель-Анж де ла Шосс, Пьетро Санти Бартоли, Франческо Бартоли. Рисунки древнеримских склепов и гробницы Насонов, Рим (Picturae antiquae cryptarum romanarum et sepulcri Nasonum, Roma)